# Hermina Szuchewycz
Hermina Maksymiwna Szuchewycz, ukr. Герміна Максимівна Шухевич (nazwisko panieńskie Lubowycz, ur. w 1852 w Przemyślu, zm. w grudniu 1939 we Lwowie) – ukraińska działaczka społeczna, żona Wołodymyra Szuchewycza.

## Życiorys
Inicjatorka i współzałożycielka pierwszych galicyjskich ukraińskich organizacji kobiecych, między innymi „Klubu Rusinek” (1893, pierwsza i długoletnia przewodnicząca) oraz Kobiecego Związku Przemysłowego „Trud” (1900–1914), przewodnicząca rady nadzorczej towarzystwa opiekującego się dziećmi „Ukrajinśka zachoronka” oraz „Towarystwa dla Opiky nad domasznioju prysłuhoju”. Dyrektorka Instytutu dla Dziewcząt im. św. Olgi we Lwowie. Zabiegała o stworzenie internatów dla dziewcząt i otwarcie pierwszego ukraińskiego gimnazjum dla dziewcząt. Rozpoczęło działalność w 1906.
Wraz z mężem organizowała w 1887 badania archeologiczne na Wysokim Zamku oraz ukraińską część etnograficzną na Powszechnej Wystawie Krajowej we Lwowie.
Jej córka Darija Szuchewycz-Starosolska (ur. 1881) również była aktywną działaczką ruchu kobiecego w Galicji.